# Katja Alemann
Catalina Alemann, más conocida como Katja Alemann (Buenos Aires; 27 de septiembre de 1957), es una bailarina, actriz, cantante, escritora y empresaria argentina.

## Carrera
Hija de la actriz y cineasta alemana Marie Louise Alemann (apellido de soltera, Steinheuer) y el redactor jefe y editor del periódico Argentinisches Tageblatt Ernesto Alemann, es la media hermana por parte de padre del economista Roberto Alemann y del periodista, economista y empresario Juan Alemann. Desarrolló sus estudios tanto en Argentina como en Alemania.
Se inició profesionalmente a comienzos de la década de 1980 como modelo. Actuó en cine junto a figuras de la talla de Luisina Brando, Arturo Bonín, Ana María Casó, Giuliano Gemma, Federico Luppi, Ulises Dumont Y Gerardo Romano. Mientras que en la pantalla chica compartió escena con Jorge Luz, Jorge Porcel, Enzo Viena, Grecia Colmenares, Carlos Calvo y Guillermo Francella, entre otros.
Fue un ícono sexual en los 80's y 90's que se acrecentó con sus desnudos artísticos para el escenario, como así también para revistas como Playboy en dos producciones.
Vivió por unos cuatro años en Costa Rica donde continuó con su carrera artística.
En 1991 le atrapó el canto, aunque desde muy chica ya había estudiado piano y composición. Unió boleros, rock y tango en un mismo disco.
También hizo varias publicidades como la de los Cigarrillos Benson en 1992.
Como escritora publicó tres libros: Eróticamente (1993), Cuentos Del Boulevard (1994) y, posteriormente, Dos Mil Sin Cuenta (2014).

## Cine y videos
- 1980: Crucero de placer
- 1985: Seguridad personal
- 1987: El año del conejo
- 1988: Las puertitas del Sr. López
- 1989: No es fino? (Video)
- 1990: Diosas o Demonios
- 1991: Ya no hay hombres
- 1992: Al filo de la ley
- 1992: Stan et Achille (cortometraje)
- 1992: Sex Humor (Video)
- 1996: Flores amarillas en la ventana
- 2003: Ahora (cortometraje)
- 2003: Mujeres en rojo (cortometraje)
- 2004: El favor
- 2007: Palabra por palabra
- 2008: Amor crudo (cortometraje)
- 2010: La última mirada
- 2012: El amigo alemán
- 2013: Butoh
- 2019: Grandes son los desiertos (cortometraje)
- 2023: La sudestada

## Televisión
- 1983: Costa Sur
- 1984: Amo y señor
- 1985: Un altro tempo, una volta
- 1986: La viuda blanca
- 1986: El vidente
- 1986: El infiel
- 1987/1990: Las gatitas y ratones de Porcel
- 1987: Grecia
- 1988/1990: Stress
- 1990: La pensión de la Porota
- 1990/1992: Atreverse
- 1991: Diosas o demonios
- 1992: Teatro como en el teatro
- 1992/1993: Amigos son los amigos
- 1994: Marco, el candidato
- 1994: Alta Comedia
- 1995: Poliladron
- 1995: Sheik
- 1996: Gino
- 1997/1998: De corazón
- 2001: Los médicos de hoy 2
- 2001: PH, propiedad horizontal
- 2005: Casados con hijos (episodio "El testamento de Pepe")
- 2009: Rosa,Violeta y Celeste
- 2022: El marginal
- 2023: DT, la misión
- 2024: Cris Miró (Ella) [9]

## Teatro
- La señorita de Tacna (1981), de Mario Vargas Llosa, junto con Norma Aleandro y donde reemplazó a Camila Perissé en un escultural desnudo.
- Paraíso (1992), escrita y dirigida por José María Paolantonio.
- Carlín (1993)
- Fiesta Gaucha con Salvador Walter Barea.
- Muero por ella (2004)[10]
- 8 Mujeres
- Kabaret líquido (2008), en el Maipo Club.
- Muero por ella (2014), con dirección de Beatriz Matar.[11]
- La casa de Bernarda Alba (2016)
- Acaloradas (2017)
- Derechas (2018-2019)
- Las doradas (2026) - Teatro Cervantes. Junto a Silvia Pérez, Mónica Gonzaga, Adriana Salgueiro y Marta Bianchi y elenco - Dirección: José María Muscari.

## Vida privada
Estuvo en pareja con el mediático empresario Omar Chabán a quien le hizo un préstamo para abrir el boliche Cemento (discoteca).

Actualmente está casada con el artista plástico Diego Linares, con quien tuvo dos hijos.